# Język hiszpański na Arubie
Język hiszpański na Arubie – obecność i znaczenie języka hiszpańskiego na Arubie.
Język hiszpański ma, mimo braku statusu oficjalnego, ugruntowaną pozycję na wyspie, a historia jego użycia w tym karaibskim terytorium sięga początków kolonizacji Ameryk przez Europejczyków. Znaczna część słownictwa papiamento, języka kreolskiego rodzimego dla Aruby, ma pochodzenie hiszpańskie. 
Według danych ze spisu powszechnego z 2010 roku 13 710 mieszkańców tego terytorium używa hiszpańskiego jako języka ojczystego. Posługuje się nim natomiast i rozumie go ogromna większość populacji. Historyczne miał duże znaczenie dla sytuacji ekonomicznej wyspy, głównie z uwagi na wymianę handlową z Wenezuelą. Współcześnie bywa  niemniej niekiedy uznawany za język o niskim prestiżu. Oficjalna strona internetowa arubańskiego rządu nie posiada wersji hiszpańskojęzycznej.